# Hoplocentra mucronata
Hoplocentra mucronata är en fjärilsart som beskrevs av László Anthony Gozmány. Hoplocentra mucronata ingår i släktet Hoplocentra och familjen äkta malar. Inga underarter finns listade i Catalogue of Life.